# Gian Carlo Riccardi
Gian Carlo Riccardi (Frosinone, 21 de octubre de 1933 - Frosinone, 7 de febrero de 2015) fue un artista, pintor, director de teatro, escultor y escritor italiano.

## Biografía
Gian Carlo Riccardi nació el 21 de octubre de 1933. En 1961 Gian Carlo Riccardi se graduó con honores en escenografía en la Academia de Bellas Artes de Roma en via Ripetta. Además, durante el período académico Riccardi fue alumno de Toti Scialoja y Mario Rivosecchi. Después de unos años, obtuvo un diploma en Dirección de Teatro y Cine en el Centro Experimental de Roma .

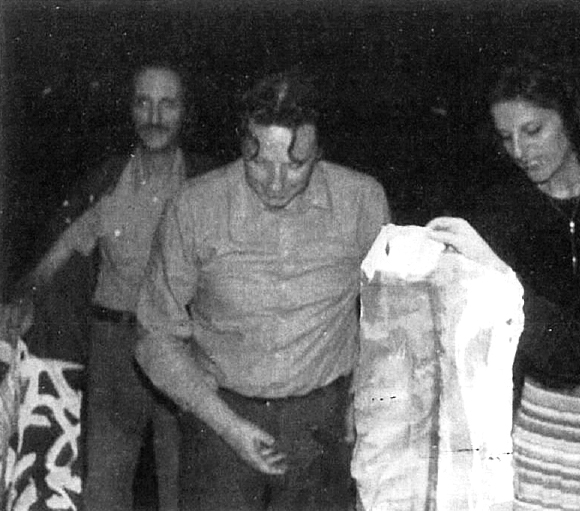
El artista Gian Carlo Riccardi (izquierda) y el crítico de arte Enrico Crispolti (centro). Espectáculo teatral "Por qué Lorca" 1977, Teatro Spazio Uno, Roma.

Ha sido definido por el crítico de arte Enrico Crispolti como un «artista multimedia»  y ha frecuentado a escritores y artistas como Achille Bonito Oliva, Alberto Moravia, Cesare Zavattini, Filiberto Menna, Giuseppe Bonaviri y Vito Riviello. Escritores y periodistas como Angelo Maria Ripellino, Elio Pagliarani, Mario Lunetta y André Pieyre de Mandiargues también han escrito sobre él.

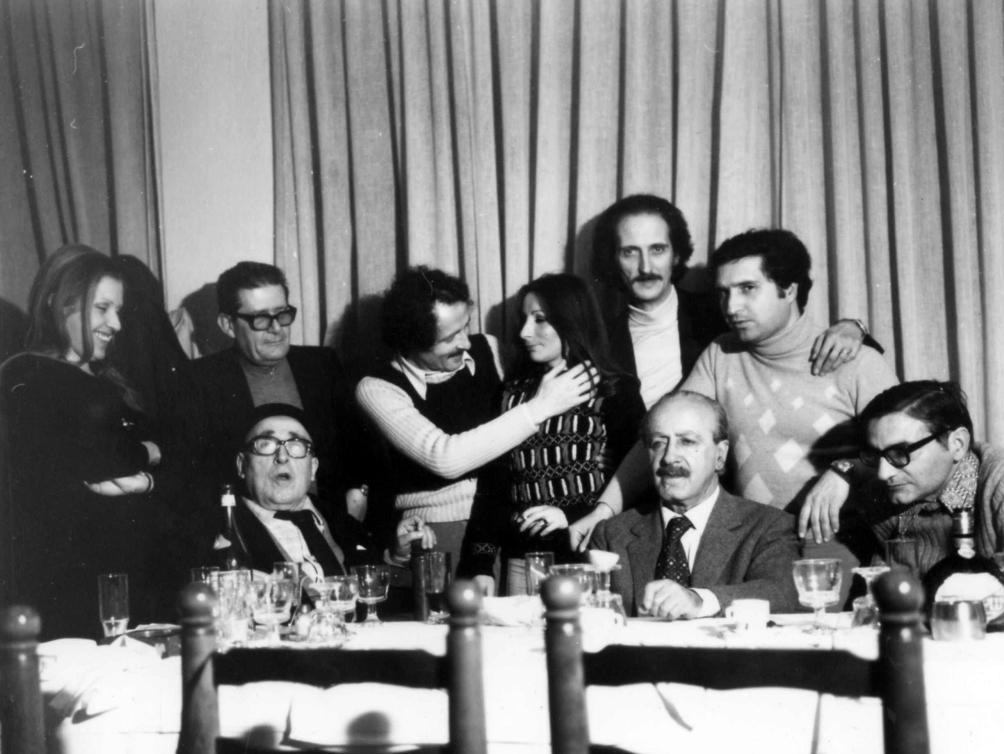
Gian Carlo Riccardi (derecha) con Libero De Libero (abajo) y Cesare Zavattini (izquierda), 1977.

Entre los años 60 y 70 trabajó como escenógrafo y director en Rai. También es editor de revistas satíricas como Il Travaso delle Idee, Marc'Aurelio, La Tribuna illustrata, Simplicissimus e Il Borghese. Forma parte de la Vanguardia del Teatro Romano colaborando con Carmelo Bene, Mario Ricci, Memè Perlini y otros.
Estas experiencias lo llevan a abrir en Frosinone, en 1961, el Grupo de Teatro Laboratorio de Artes Visuales y más tarde, en 1962, el Club de Teatro  donde instala, con varios actores, representaciones artísticas y espectáculos teatrales .
Los espectáculos e interpretaciones del director se basan en la gestualidad y en la necesidad de expresar la condición del hombre contemporáneo, aprisionado en la cotidianidad y en las contradicciones de la vida. Los actos teatrales se orientan a una recuperación del espacio público, como lugar de diálogo activo con el espectador que colabora activamente en la construcción de la puesta en escena.
En 1997 fundó el Teatro de la Imagen . El teatro de Gian Carlo Riccardi se convierte en teatro de conciertos.

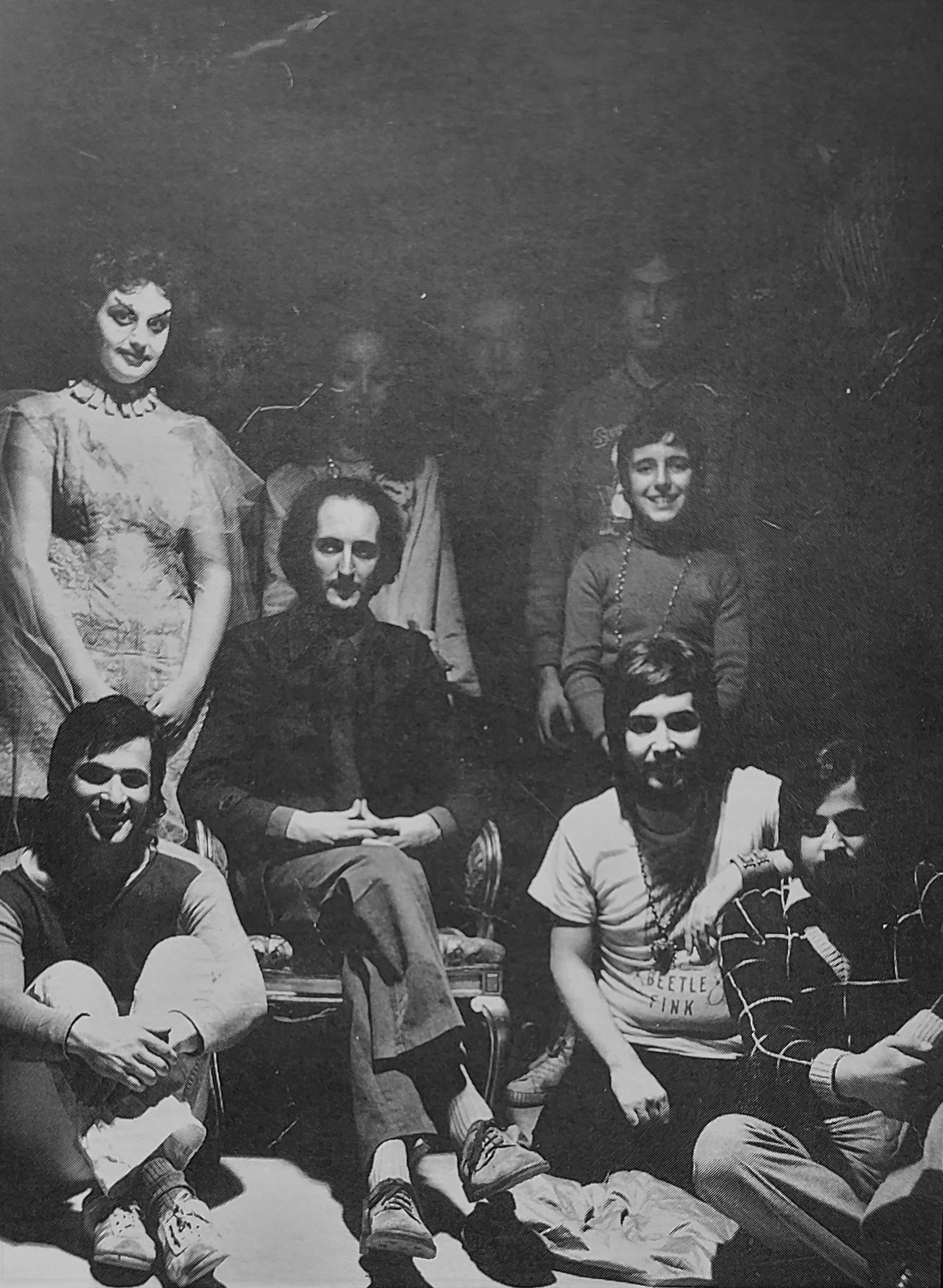
Gian Carlo Riccardi y los actores del Teatro Laboratorio Arti Visive, 1974.

La producción pictórica de Riccardi aborda diversos temas como lo grotesco, el doble, la ironía, pero también el mundo de la infancia, a través del dibujo, la caricatura y la pintura abstracta. Este último se logra mediante el uso del collage y el ready-made. Sus obras se han exhibido en exposiciones individuales y colectivas en Italia y en el extranjero, como el Palazzo delle Esposizioni en Roma (1968), la exposición ArtExpo en Ginebra (1984), el Centre International D'art Contemporain de París (1988) y la Fundació Antoni Tàpies de Barcelona (1999 ).
En sus esculturas Riccardi utiliza materiales pobres como el plexiglás, el papel, la madera y el hierro.
Las Habitaciones, construidas desde los años 80, son instalaciones realizadas siempre con elementos sencillos y reciclados (principalmente madera y hierro). Estos son ejemplos de trabajos site specific capaces de construir un diálogo con el espacio circundante y con el observador. Estos dispositivos se realizan utilizando paredes coloreadas según motivos abstractos, fragmentos de madera y objetos cotidianos.
Riccardi expuso sus instalaciones en el Parlamento Europeo en 1991, en la XLV Bienal de Arte de Venecia en 1993 y en el Festival dei Due Mondi en Spoleto en 1995.
Escribe guiones teatrales, prosa y textos poéticos. En este último emergen varios temas (ya abordados en los campos pictórico, teatral y escultórico) en torno a lo surrealista, lo improbable, la memoria y la infancia.
Desapareció el 7 de febrero de 2015 en su ciudad natal.

## Obras
- G. C. Riccardi (2014). Gian Carlo Riccardi : combustioni : Frosinone, Palazzo della Provincia, dal 6 al 13 dicembre 2014. Arpino.
- G. C. Riccardi (1973). Proposta e stop : spazio figurale. Frosinone.
- G. C. Riccardi (1981). In fondo al pozzo dell'immaginazione. Frosinone.
- G. C. Riccardi (2011). Mattatoio. Frosinone.
- G. C. Riccardi (1986). Lo sguardo deviato. Frosinone.
- G. C. Riccardi (1991). Rotta di collisione. Frosinone.
- G. C. Riccardi (2004). Delocazione : la rivelazione di ciò che la rivelazione distrugge (M. Blanchot). Frosinone.